# Partido Radical Serbio
El Partido Radical Serbio (en serbio: Srpska radikalna stranka, cirílico serbio: Српска радикална странка, abreviado SRS) es un partido político nacionalista de derecha o de extrema derecha de Serbia. 
Fue formado en 1991 cuando el Partido Popular Radical, y el Movimiento Chetnik Serbio se unieron en una misma organización. El Partido se formó a raíz de una escisión en el Movimiento de Renovación Serbio en 1990. Este apoya el irredentismo serbio y reclama la herencia de la organización guerrillera nacionalista Chetniks.
Entre 1999 y el año 2000 formó gobiernos con el Partido Socialista de Serbia. Su líder, Vojislav Šešelj, fue encarcelado en 1994 y 1995 por su oposición al régimen de Slobodan Milošević. Šešelj, luego de un juicio inconcluso después de estar 11 años en el Tribunal Penal Internacional para la ex Yugoslavia (TPIY) de La Haya, fue puesto en libertad condicional y volvió a Serbia en noviembre de 2014.
En las elecciones generales de 2003, el Partido Radical Serbio consiguió su mejor resultado histórico con el 27.62 % del voto popular obtuvo 82 de 250 escaños de la Asamblea, siendo el partido más votado en esa elección.
El presidente diputado del SRS que dirigió el partido mientras Šešelj estaba en La Haya fue Tomislav Nikolić, quien también fue presidente de Serbia (2012–2017). En septiembre de 2008 Nikolić renunció a la presidencia y ocupó el cargo como sucesor Dragan Todorović. Nikolić ganó unas elecciones presidenciales declaradas inválidas cuando menos del 50% de los ciudadanos ejerció su derecho al voto. En la primera ronda de las elecciones presidenciales del 2004 logró la victoria con aproximadamente el 30% de los votos. En la segunda ronda perdió frente al líder del Partido Democrático de Serbia, Boris Tadić, que obtuvo un 45%. En las elecciones parlamentarias de 2007 fue el partido más votado, con 81 escaños.
En 2008 el partido sufre un cisma, dado que personas importantes dentro de él como Tomislav Nikolić y Aleksandar Vučić dejan el SRS y pasan a crear el Partido Progresista Serbio (SNS) el mismo año.
Carente de un liderazgo fuerte, en las elecciones parlamentarias de 2012 el partido pierde todos sus escaños en la Asamblea Nacional.
El partido han añadido muchos elementos de carácter social a su programa, como combatir el desempleo, el crimen, y abogar por la justicia social.
Con Šešelj de vuelta en Serbia y la absolución de todos sus cargos por parte del TPIY en marzo de 2016, el partido, al cual ya se le pronosticaba más del 5% mínimo de votos para verse representado en la Asamblea, ve acrecentada su popularidad con aún mayor fuerza. Así, en las elecciones parlamentarias de 2016, realizadas menos de un mes después de su absolución,  el Partido Radical Serbio obtiene el 8,10% del voto popular, volviendo a la Asamblea Nacional después de 4 años de ausencia, al haber obtenido 22 escaños, fue la tercera fuerza política de la Asamblea. No obstante, el partido volvió a perder su representación en las elecciones parlamentarias de 2020, al obtener el 2,13% de los votos, menos del 3% requerido para entrar en la Asamblea.
El Partido Radical Serbio ha tenido presencia en la República Srpska (entidad política mayoritariamente serbia de Bosnia-Herzegovina) y en la República Serbia de Krajina (antigua autoproclamada entidad política serbia en Croacia) a principios de la década de 1990. En 2006 un Partido Radical Serbio en Macedonia fue registrado y ganó el estatus de candidato en las elecciones parlamentarias de Macedonia de ese año.

## Ideología
La ideología central del partido se basa en el nacionalismo serbio y el objetivo de crear una Gran SerbiaEl partido también se opone firmemente a la integración europea (euroescepticismo) y la globalización,abogando en cambio por lazos más estrechos con Rusia.El SRS es extremadamente crítico con el Tribunal Penal Internacional para la exYugoslavia (TPIY), donde Šešelj estuvo encarcelado entre 2003 y 2014.El partido considera al exgeneral Ratko Mladić y al expresidente de la República Srpska Radovan Karadžić como "héroes serbios".
En 2007, el partido abogó por el uso de la fuerza militar para impedir la independencia de Kosovo.
Debido a que el apoyo de Tomislav Nikolić a la adhesión de Serbia a la Unión Europea entraba en conflicto con la política de línea dura original del partido, Nikolić fue expulsado en 2008. Cuando sus partidarios se separaron del SRS, fundó el Partido Progresista Serbio (SNS)que sucedió al SRS como uno de los principales partidos del país.
En la Asamblea Parlamentaria del Consejo de Europa, el SRS estuvo asociado brevemente con el Grupo de Demócratas Libres en 2019.

## Historia

### Fundación

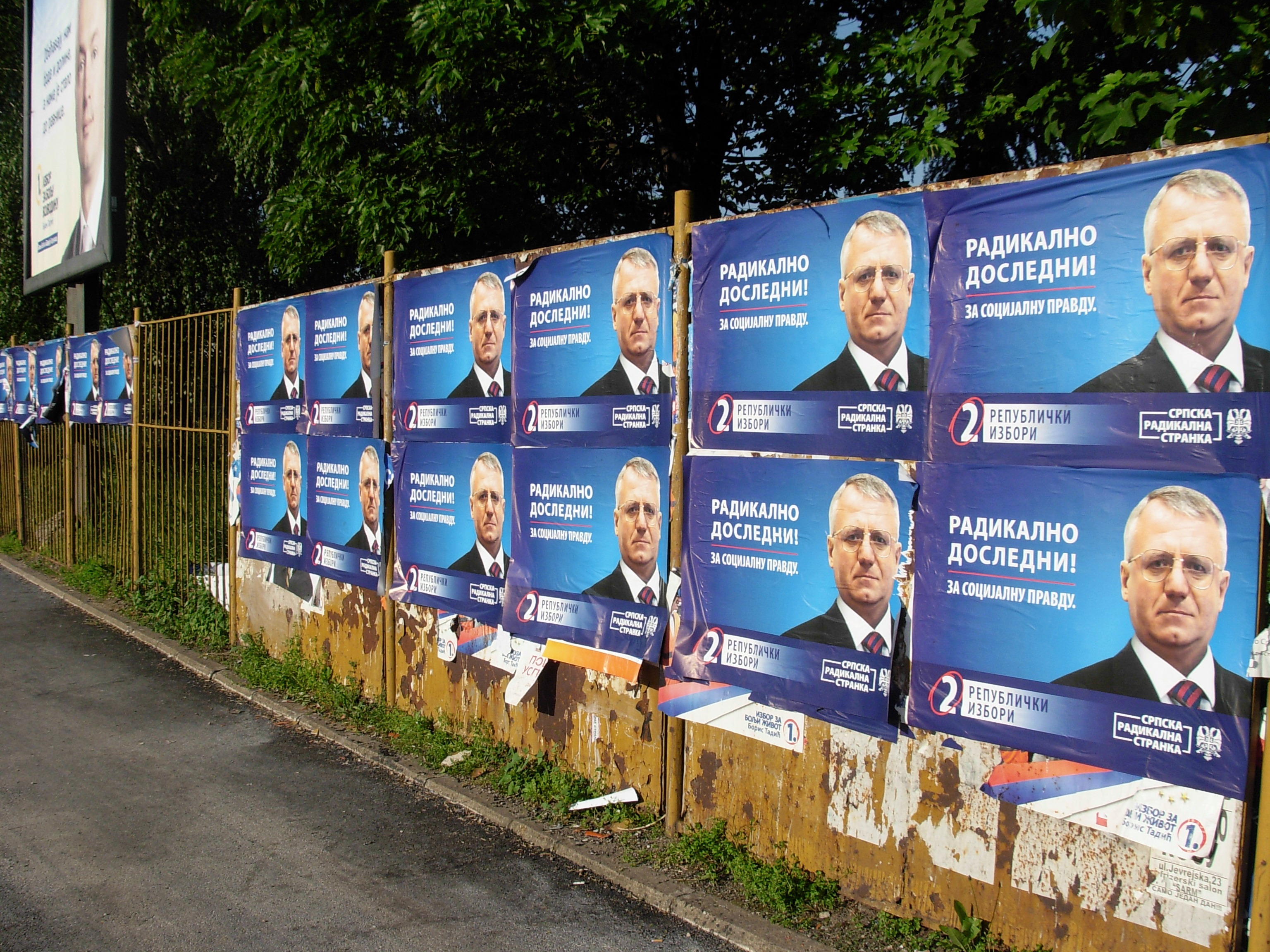
Vojislav Šešelj, presidente del Partido Radical Serbio, es uno de los más firmes defensores de la Gran Serbia.

El Partido Radical Serbio (SRS) se formó el 23 de febrero de 1991 mediante la fusión del Movimiento Chetnik Serbio (SČP) de Vojislav Šešelj y el Partido Radical Nacional (NRS).El SČP se había formado en 1990, aunque se le negó el registro oficial debido a su identificación abierta con los chetniks históricos. La formación del nuevo partido siguió a la ruptura de Šešelj del Movimiento de Renovación Serbio (SPO) debido a disputas internas con Vuk Drašković; el SPO había sido fundado por la fusión del antiguo Movimiento de la Libertad Serbio de Šešelj y la facción de Drašković de la Renovación Nacional Serbia.Šešelj fue elegido como el primer presidente del SRS mientras que Tomislav Nikolić, miembro del NRS, fue nombrado vicepresidente.

### Aumento bajo el SPS
Liderado por Slobodan Milošević, el Partido Socialista (SPS) contribuyó en gran medida al ascenso del SRS a través de su uso de los medios de comunicación.Cuando se le permitió al SRS promulgar sus puntos de vista ultranacionalistas en la televisión estatal, el SPS pudo presentarse como un partido comparativamente moderado, pero aun así patriótico.Šešelj promovió nociones populares de una "conspiración internacional contra los serbios", la más importante de las cuales involucraba a Alemania, el Vaticano, la CIA, Italia, Turquía, así como a los partidos políticos centristas serbios. Tales teorías de conspiración también fueron promovidas por los medios de comunicación controlados por Milošević.En 1991, Šešelj se convirtió en miembro del Parlamento como candidato independiente,y creó una imagen beligerante al participar en peleas físicas con oponentes del gobierno.

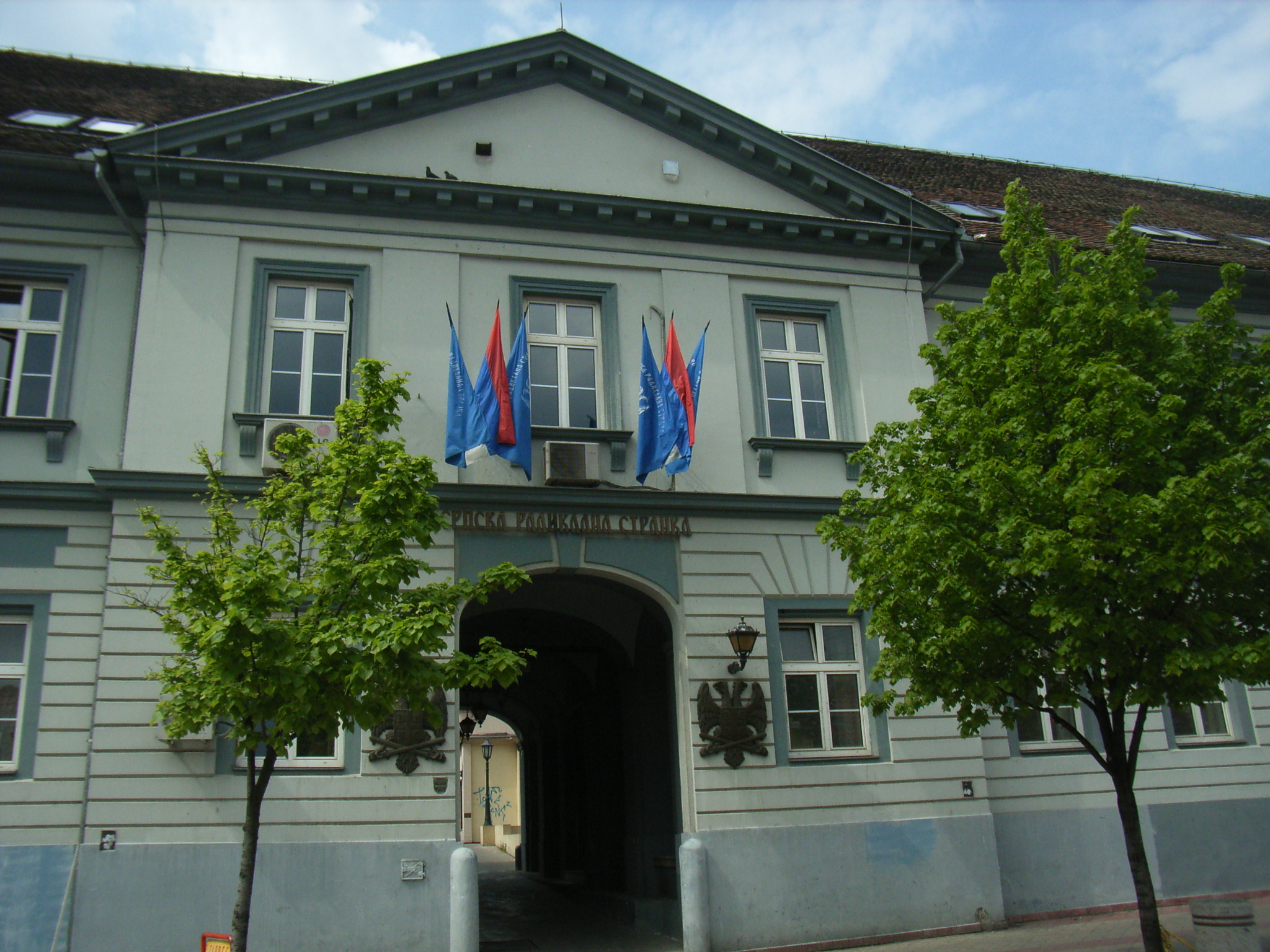
Sede del Partido Radical Serbio en Zemun, Belgrado

El 22,6% de los votos obtenidos por el SRS en las elecciones parlamentarias de 1992 confirmó el rápido ascenso del partido y lo convirtió en el segundo partido parlamentario más grande.Šešelj hizo campaña para las elecciones sobre temas como expulsar a los albaneses de Kosovo a Albania, expulsar a los musulmanes de Sandžak y forzar a los croatas a salir de Voivodina.Después de haber ayudado a diseñar la elección del partido al parlamento,el SPS formó una coalición informal con el SRS,y colaboró en la expulsión de políticos moderados de los cargos públicos.

### Milošević rompe con el SRS
A finales de 1993, los partidos se habían enfrentado entre sí.Milošević consideró necesario cambiar sus políticas y distanciarse del SRS para que Occidente tomara en serio su nueva orientación pacifista, así como para contrarrestar los efectos de las sanciones de las Naciones Unidas contra el país. Muchos socialistas también temían la competencia del partido debido a su sólido historial de crecimiento. Cuando estalló la discordia entre la oposición, incluido el SRS, Milošević convocó nuevas elecciones en 1993. Estas redujeron el apoyo al SRS casi a la mitad, mientras que el SPS aumentó su porcentaje de votos del 28% al 38%. Aunque la mayoría de la gente se había cansado de las guerras, las sanciones de la ONU y la catastrófica situación económica, el SRS también había sido objeto de una poderosa propaganda estatal y de la exclusión de los medios de comunicación. Tras la aceptación de Milošević de los acuerdos de Dayton en 1995 para traer la paz a Bosnia, Šešelj denunció a Milošević como "el peor traidor en la historia serbia" y comparó el evento con la mayor derrota de Serbia desde la Batalla de Kosovo contra el Imperio Otomano en 1389.
En 1995, Šešelj y el SRS se unieron en una coalición técnica con el centrista Partido Demócrata (DS) y el conservador Partido Democrático de Serbia (DSS).Esto le dio a Šešelj un grado de legitimidad democrática, aunque la coalición se desvaneció a fines del mismo año.

## Relaciones internacionales
El Partido Radical Serbio mantiene vínculos con el Partido Liberal-Demócrata de Rusia y tuvo vínculos con el partido Frente Nacional Francés en la década de 1990. El SRS también tiene vínculos mínimos con el partido de extrema derecha Amanecer Dorado en Grecia, centrándose en las similitudes religiosas, y el partido Fuerza Nueva en Italia.
El partido contó con Saddam Hussein de Irak y el Partido Árabe Socialista Baaz como uno de sus patrocinadores políticos y financieros hasta la invasión de Irak en 2003, ya que las partes encontraron una causa común en desafío a los Estados Unidos. Un sentimiento similar llevó al partido a respaldar a Muammar Gaddafi de Libia luego de la intervención militar de la OTAN en Libia en 2011.  El SRS también ha expresado su apoyo al presidente sirio Bashar al-Asad luego de la guerra civil siria. También el SRS durante las protestas de 2021 acusó a Estados Unidos de intentar «provocar un golpe de Estado en Cuba y derrocar por la fuerza al presidente Miguel Díaz-Canel», y apoyando a Cuba por no reconocer a Kosovo, posteriormente se solidarizó con Cuba diciendo que es ejemplo de "resistencia e independencia". Šešelj mostró su apoyo a Nicolás Maduro visitando Venezuela, a la cual comparó con Serbia por sus ataques de la OTAN y apoyo de Rusia.  Šešelj aboga por una posición neutral en el conflicto entre Israel y Palestina, equilibrando las fuertes relaciones de Serbia con ambos países.

## Presidentes
| # | Nombre (Nacimiento-muerte) | Nombre (Nacimiento-muerte) | Inicio del período    | Término del período |
| - | -------------------------- | -------------------------- | --------------------- | ------------------- |
| 1 | Vojislav Šešelj (1954-)    |                            | 23 de febrero de 1991 | En el cargo         |

## Resultados electorales

### Elecciones parlamentarias
| Elecciones | Cabeza de lista  | # de votos | %      | Escaños | Estatus              | Notas |
| ---------- | ---------------- | ---------- | ------ | ------- | -------------------- | ----- |
| 1992       | Vojislav Šešelj  | 1.066.765  | 22,58% | 73/250  | Apoya al gobierno    |       |
| 1993       | Vojislav Šešelj  | 595.467    | 13,85% | 39/250  | Oposición            |       |
| 1997       | Vojislav Šešelj  | 1.162.216  | 28,12% | 82/250  | Gobierno             |       |
| 2000       | Vojislav Šešelj  | 322.333    | 8,60%  | 23/250  | Oposición            |       |
| 2003       | Tomislav Nikolić | 1.056.256  | 27,61% | 82/250  | Oposición            |       |
| 2007       | Tomislav Nikolić | 1.153.453  | 28,60% | 81/250  | Oposición            |       |
| 2008       | Tomislav Nikolić | 1.219.436  | 29,46% | 78/250  | Oposición            |       |
| 2012       | Dragan Todorović | 180.558    | 4,61%  | 0/250   | Fuera del parlamento |       |
| 2014       | Nemanja Šarović  | 72.303     | 2,01%  | 0/250   | Fuera del parlamento |       |
| 2016       | Vojislav Šešelj  | 306.052    | 8,10%  | 22/250  | Oposición            |       |
| 2020       | Vojislav Šešelj  | 65.954     | 2,13%  | 0/250   | Fuera del parlamento |       |